# Мунасыпов, Габдулгазиз
Мунасыпов, Габдулгазиз (тат. Монасыйпов, Габдельгазиз, 1888—1922) — татарский писатель и поэт, публицист, участник татарского национально-освободительного движения.

## Биография
Габдулгазиз Мунасыпов родился в 1888 году в деревне Янги Тазлар, ныне село Байкал (Арский район) Татарстана, в семье муэдзина .
В раннем детстве потерял мать. В 1902 г., когда ему было 14 лет, судьба забрасывает его в Восточный Туркестан (теперь Синьцзян- Уйгурский национальный район Китая), , где он живёт и работает учителем в г. Кульдже, в 1908 г. переезжает в Ташкент, в 1911 г. возвращается на родину и живёт в Казани. В 1914 г. призывается в российскую армию и служит в ней в качестве муллы .
В 1917 году вовлекается в революционное и национально-освободительного движения. В 1917-18 гг. он — заместитель председателя, председатель Мусульманского военного комитета (Казань). Организатор, первый редактор и постоянный автор печатного органа Мусульманского военного комитета — газеты «Безнен тавыш» («Наш голос»). В июле 1917 года на Первом Всероссийском Мусульманском Военном Съезде солдат Г. Мунасыпов выступает с докладом о создании мусульманских войсковых частей. Он избирается членом исполкома и секретарем Всероссийского мусульманского военного Совета (Харби Шуро) . Активный участник Второго Всероссийского мусульманского военного Съезда [8 (21) января — 18 февраля (3 марта) 1918 г] в Казани. Когда для предотвращения намеченного съездом на 16 февраля (1 марта) 1918 года провозглашения штата Идел-Урал (республики в составе Советской России) Казанский Совет рабочих, солдатских и крестьянских депутатов (Совдеп) 15 (28) февраля арестовал руководство съезда и Харби Шуро , Г. Мунасыпов возглавил Временный мусульманский революционный штаб, провел переговоры с Совдепом и добился освобождения арестованных. Освобожденный из-под ареста Харби Шуро перенес съезд в татарскую часть Казани (за реку Булак) и провозгласил 16 февраля (1 марта) автономный штата Идел-Урал. В эти бурные дни Г. Мунасыпов создает боевые дружины по защите вновь созданной республики. Опираясь на верные Советам войска Совдепу удалось разоружить боевые дружины и ликвидировать 15 (28 марта) 1918 года Идел-Уральскую республику. 

После этих драматических событий под давлением Советской власти общественно-политическая деятельность Г. Мунасыпова прекращается, он также лишается возможности печататься в прессе.
Последние годы жизни он провел в Ташкенте, где расстрелян по решению ВЧК в 1922 году. Достоверных сведений об обстоятельствах его гибели нет.

## Творчество
Первое стихотворение Г.Мунасыпова «Тәрәкъкый арзусы» («Желание прогресса») печатается в газете «Фикер» в 1906 году. Молодой автор выступает горячим поборником прогресса, разоблачает лживость и двуличие мулл и видит первый шаг к прогрессу в избавлении от фанатической веры религиозным деятелям. В 1910—1912 гг. публикуются стихотворения: «Әшгаръ» («Стихотворение») — о месте поэта в жизни народа, «Икмәк» («Хлеб»), воспевающий крестьянский труд, лирические стихотворения «Берәү» («Один»), «Кайгы» («Горе»), «Чыдамлык hәм теләк» («Терпение и желание»), «Иптәш»(«Друг») и др. С 1912 года Г.Мунасыпов обращается к прозе: драма «Имчеләр корбаны» («Жертва знахарей») обличает невежество и призывает к знанию, повесть «Өзелгән емет» («Разбитые надежды»), 1918 г. и драма «Ышанычсыз юлга бер алым» («Один шаг на пути обмана»), 1915 г. разоблачают косность патриархальных отношений, тяжелое положение женщины в татарской семье. Самое популярное произведение Г. Мунасыпова — роман «Таранчы кызы, яки Хәлимәнең беренче мәхәббәте» («Дочь таранчи, или Первая любовь Халима») написан в 1912—1915 гг. Это повесть о романтической и трагической любви юного чужестранца-татарина к красавице-уйгурке на фоне широкого описания повседневной жизни, культуры, быта, истории уйгурского народа.
Г. Мунасыпов — автор многих публицистическими выступлений, которые посвящены важнейшим событиям политической жизни страны, очевидцем и активным участником которых являлся сам. В оценке общественно-политических процессов он придерживался последовательных взглядов, выдвигая в качестве критериев их оценки общенациональные интересы (совершенствование просвещения, улучшение жизни народа, развитие духовной культуры). Его публикации 1917—1918 гг. имели значительный успех и сыграли важную роль в разъяснении общей политической ситуации в стране и позиции демократических сил татарского народа по отдельным политическим вопросам, в частности, по созданию национальных воинских частей, по улучшению образования, по принципам организации выборов в органы власти и управления и по определению форм государственного самоопределения татарского народа в составе свободной России.